# 庄野潤三
庄野 潤三（しょうの じゅんぞう、1921年（大正10年）2月9日 - 2009年（平成21年）9月21日）は、日本の小説家。位階は従四位。
大阪府生まれ。庄野英二の弟。九州大学東洋史学科卒。『愛撫』で認められ、『プールサイド小景』で芥川賞受賞。「第三の新人」の一人と目され、『静物』『夕べの雲』など、都市生活者の不安定な日常を、穏やかな描写と叙述で深く彫り上げた作品を多く発表した。晩年は、老夫婦の生活や孫とのふれあいをテーマに連作を書き継いだ。日本芸術院会員。

## 来歴・人物
大阪府東成郡住吉村（現・大阪市）出身。帝塚山学院小学校・大阪府立住吉中学校を経て、1941年（昭和16年）12月に大阪外国語学校（現・大阪大学外国語学部）英語科を卒業。九州帝国大学法文学部で東洋史を専攻するが、戦時中の特例措置で繰り上げ卒業、
海軍予備学生となる。
第二次世界大戦後、大阪府立今宮中学校（大阪府立今宮高等学校）の歴史教員となり、野球部長として同校野球部の第19回選抜中等学校野球大会（1947年）出場を率いた。その後朝日放送に入社し、1955年（昭和30年）に『プールサイド小景』で第32回芥川賞を受賞、「第三の新人」の一人として注目される。1959年（昭和34年）には、ケニオン大学へ1年間の留学のため、夫婦でアメリカ合衆国オハイオ州ガンビア村に滞在した経験を『ガンビア滞在記』として著した。1965年（昭和40年）『夕べの雲』で読売文学賞、1969年（昭和44年）『紺野機業場』で芸術選奨文部大臣賞、1971年（昭和46年）『絵合せ』で野間文芸賞、1972年（昭和47年）『明夫と良二』で毎日出版文化賞、1973年（昭和48年）日本芸術院賞、1978年（昭和53年）日本芸術院会員。
住吉中学時代の国語教師が詩人の伊東静雄で、九州帝大時代には一学年上に島尾敏雄がいた。また詩人で児童文学者の阪田寛夫とは小学校・中学校を通じての同級生で、後年、朝日放送でも同僚となっており親交が長く続いた、阪田は作品論も著している。
2006年9月に脳梗塞により執筆活動を終え、2009年9月21日午前10時44分、川崎市多摩区生田の自宅で老衰のため死去。88歳没。叙従四位。戒名は文江院徳照潤聡居士。

## 家族
父は帝塚山学院初代学院長の庄野貞一、兄は児童文学者・帝塚山学院長の庄野英二。弟の庄野至は織田作之助賞受賞者。

## 評価
庄野は第三の新人として位置づけられているが、安岡章太郎や島尾敏雄、小島信夫、吉行淳之介などが家の崩壊を描いたのに対し、日常ホームドラマや素朴な家族像を描いた。そうしたホームドラマ的作品群に対し『夕べの雲』への「不安に耐えて家族を守護する父性」や、戦後的崩壊状況を乗り越えようとする父・個人の不安と世界の崩壊などが読み込まれてきた。富岡幸一郎は『ザボンの花』の解説で、庄野が若い頃に詩人の伊東静雄と親交があったことや、伊東から森鷗外を薦められたことを引き合いに出し、家族の平凡な日常の営みから「小さな物語」を描き出していると指摘している。

## 受賞・栄典
- 1955年 -『プールサイド小景』で芥川龍之介賞
- 1960年 -『静物』で新潮社文学賞
- 1966年 -『夕べの雲』で読売文学賞小説賞
- 1969年 -『紺野機業場』で芸術選奨文部大臣賞
- 1971年 -『絵合せ』で野間文芸賞
- 1972年 -『明夫と良二』で毎日出版文化賞、赤い鳥文学賞
- 1973年 - 日本芸術院賞[10]
- 1993年 - 勲三等瑞宝章[11]

## 主な著書（刊行順）
※は電子書籍も刊行
- 『愛撫』 新潮社、1953年 のち「愛撫・静物」講談社文芸文庫※
- 『プールサイド小景』 みすず書房、1955年 のち角川文庫
- 『結婚』 河出書房、1955年
- 『ザボンの花』 近代生活社、1956年 のち角川文庫、福武文庫、講談社文芸文庫※、みすず書房
- 『ガンビア滞在記』 中央公論社、1959 のち中公文庫、みすず書房
- 『静物』 講談社、1960年 のち「プールサイド小景・静物」新潮文庫・改版
- 『浮き燈台』 新潮社、1961年
- 『道』 新潮社、1962年
- 『つむぎ唄』 講談社、1963年
- 『鳥』 講談社、1964年
- 『佐渡』 学習研究社、1964年
- 『夕べの雲』 講談社、1965年 のち文庫、文芸文庫※
- 『流れ藻』 新潮社、1967年
- 『丘の明り』 筑摩書房、1967年
- 『自分の羽根』 講談社、1968年 のち文芸文庫※。随筆集
- 『前途』 講談社、1968年 のち小学館※
- 『紺野機業場』 講談社、1969年 のち講談社文芸文庫※
- 『クロッカスの花』 冬樹社、1970年
- 『小えびの群れ』 新潮社、1970年
- 『絵合せ』 講談社、1971年 のち文庫、文芸文庫※
- 『屋根』 新潮社、1971年
- 『明夫と良二』 岩波書店、1972年 のち岩波少年文庫、講談社文芸文庫※
- 『野鴨』 講談社、1973年 のち文芸文庫※
- 『おもちゃ屋』 河出書房新社、1974年
- 『庄野潤三全集』 講談社（全10巻）、1973-74年
- 『休みのあくる日』 新潮社、1975年
- 『鍛冶屋の馬』 文藝春秋、1976年
- 『引潮』 新潮社、1977年
- 『水の都』 河出書房新社、1978年 のち文庫、小学館※
- 『御代の稲妻』 講談社、1979年
- 『屋上』 講談社、1980年
- 『ガンビアの春』 河出書房新社、1980年
- 『早春』 中央公論社、1982年 のち文庫、小学館※
- 『陽気なクラウン・オフィス・ロウ』 文藝春秋、1984年 のち講談社文芸文庫※
- 『山の上に憩いあり 都築ヶ岡年中行事』[12] 新潮社、1984年
- 『子供の盗賊 自選随筆集』 牧羊社、1984年
- 『ぎぼしの花』 講談社、1985年
- 『サヴォイ・オペラ』 河出書房新社、1986年
- 『世をへだてて』 文藝春秋、1987年 のち講談社文芸文庫※

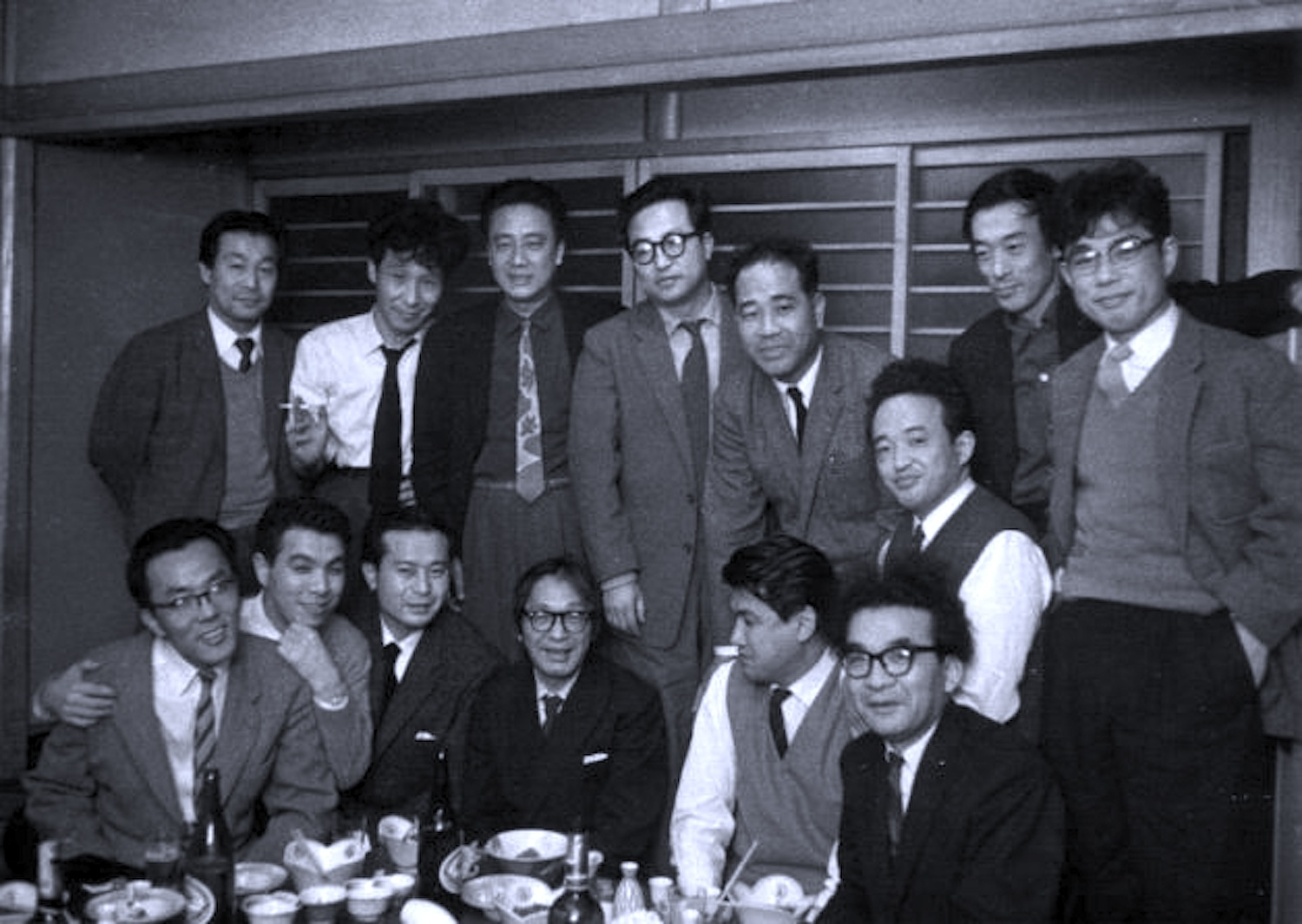
第三の新人たち
----
1954年（昭和29年）1月に東京・東中野で開かれた庄野潤三『愛撫』および小島信夫『小銃』出版記念会に集まった第三の新人をはじめとする文士たち。
前列左から、遠藤周作、不詳、不詳、十返肇、不詳、吉岡達夫。
後列左から、不詳、安岡章太郎、不詳、小島信夫、庄野潤三、小沼丹、吉行淳之介、進藤純孝。

- 『インド綿の服』 講談社、1988年 のち文芸文庫※
- 『エイヴォン記』 講談社、1989年 のち小学館※
- 『誕生日のラムケーキ』 講談社、1991年
- 『懐しきオハイオ』 文藝春秋、1991年
- 『鉛筆印のトレーナー』 福武書店、1992年
- 『さくらんぼジャム』 文藝春秋、1994年 のち小学館※
- 『文学交遊録』 新潮社、1995年 のち文庫
- 『貝がらと海の音』 新潮社、1996年 のち文庫、小学館※
- 『ピアノの音』 講談社、1997年 のち文芸文庫※
- 『せきれい』 文藝春秋、1998年 のち文庫、小学館※
- 『野菜讃歌』 講談社、1998年 のち文芸文庫※
- 『庭のつるばら』 新潮社、1999年 のち文庫、小学館※
- 『鳥の水浴び』 講談社、2000年 のち文芸文庫※
- 『山田さんの鈴虫』 文藝春秋、2001年 のち文庫
- 『うさぎのミミリー』 新潮社、2002年 のち文庫
- 『孫の結婚式』 講談社、2002年
- 『庭の小さなばら』 講談社、2003年
- 『メジロの来る庭』 文藝春秋、2004年
- 『けい子ちゃんのゆかた』 新潮社、2005年 のち文庫
- 『星に願いを』 講談社、2006年 のち文芸文庫※
- 『ワシントンのうた』 文藝春秋、2007年
- 『逸見小学校』 新潮社、2011年（生前未発表作。1949年執筆。初出は『新潮』2011年8月号）[13]
- 『親子の時間 庄野潤三小説撰集』 夏葉社、2014年。岡崎武志編
- 『山の上の家 庄野潤三の本』 夏葉社、2018年。随筆集
- 『庭の山の木』 講談社文芸文庫、2020年※。随筆集
- 『庄野潤三電子全集』小学館、2023-2025年
  1. 『プールサイド小景』ほか
  2. 『ザボンの花』ほか
  3. 『ガンビア滞在記』『静物』ほか
  4. 『浮き燈台』ほか
  5. 『夕べの雲』ほか
  6. 『絵合せ』『前途』ほか
  7. 『明夫と良二』ほか
  8. 『ガンビアの春』ほか
  9. 『インド綿の服』『世をへだてて』ほか
  10. 『さくらんぼジャム』『文学交友録』ほか
  11. 『貝がらと海の音』ほか
  12. 『うさぎのミミリー』ほか
  13. 『けい子ちゃんのゆかた』ほか
  14. エッセイ1『自分の羽根』ほか
  15. エッセイ2『庭の山の木』ほか
  16. エッセイ3『ぎぼしの花』ほか
  17. エッセイ4『誕生日のラムケーキ』ほか
  18. エッセイ5『孫の結婚式』ほか
  19. 単行本未収録作品集
  20. 単行本未収録エッセイ、対談・座談集

### 作家論
- 阪田寛夫『庄野潤三ノート』冬樹社、1975年／講談社文芸文庫※、2018年
- 上坪裕介『山の上の物語 庄野潤三の文学』松柏社、2020年